# Амазонски водни змии
Амазонските водни змии (Hydrops) са род влечуги от семейство Смокообразни (Colubridae).
Таксонът е описан за пръв път от Йохан Георг Ваглер през 1830 година.

## Видове
- Hydrops caesurus
- Hydrops martii
- Hydrops triangularis